# Marinus Hollaer
Marinus Pieterszoon Hollaer (Veere, 1575 – Vlissingen, 10 februari 1637), ook bekend als Marinus Hollaer (of Hollar) van Valckenisse, was een Nederlandse viceadmiraal in dienst van het Staatse leger. Hij nam deel aan de Slag bij Gibraltar (1607) maar werd vooral bekend door de Slag op het Slaak (1631).

## Biografie
Marinus Hollaer werd geboren in Veere, waar hij opgroeide. Al vroeg diende hij het Staatse leger, waar hij het opnam tegen de Spanjaarden. In 1588 verloor hij bij een Spaanse aanval op het eiland Tholen een oog. Vlak daarna maakte hij een overstap naar de zeevaart, waar hij in dienst van kapitein Jacobse Coopvaer op het schip Salamander opklom van hoogbootsmansmaat (1592) naar hoogbootsman (1594) tot stuurman (1597). Onder Prins Maurits werd Hollaer in 1605 kapitein van het Zeeuwse admiraliteitsschip de Groote Zeehont, waarmee hij in 1607 deelnam aan de Slag bij Gibraltar. In 1609 vestigde hij zich in Vlissingen. Op 23 maart 1622 werd hij op zee, aan boord van het schip Oraigne, bevorderd tot viceadmiraal.
Op 2 augustus 1625 nam Hollaer deel aan de blokkadevloot. Deze vloot moest de handel met de door de Spanjaarden bezette zuidelijke Nederlanden via de Vlaamse kust en de Zeeuwse wateren voorkomen. Hetzelfde jaar beschermde hij de Staatse haringvloot tegen de Duinkerker vloot en een dertigtal Spaanse schepen. Hij werd hierbij ondersteund door de Texelse vloot onder bevel van Willem van Nassau. Nadat in oktober 1625 de blokkadevloot bij een Nederlands-Engelse expeditievloot tegen de Spanjaarden door een storm uiteen was geslagen, benutte de Duinkerker vloot de kans en vernietigde honderd schepen van de Staatse haringvloot. De maanden daarna dreigde de blokkadevloot verder uiteen te vallen, doordat de schepen slecht samenwerkten of ongevraagd de vloot verlieten, waarmee ze het gezag van Hollaer ondermijnden. Begin 1626 werd hij ter verantwoording geroepen en na een onderzoek ontheven van zijn functie als blokkadecommandant. Wel behield hij het commando over de Zeeuwse vloot. De functie van blokkadecommandant werd overgenomen door Philips van Dorp (1587-1652).
In 1631 kreeg hij het bevel van Frederik Hendrik een vloot van vijftig schepen te leiden tegen een Spaanse invasiemacht van ruim 90 schepen. De Spanjaarden wilden met deze invasiemacht Willemstad en de Ooltgensplaat bezetten. Ondanks het overwicht, slaagde Hollaer erin het grootste deel van de Spaanse vloot te vernietigen in Het Slaak, een nauwe geul in de schorren van de Heen nabij het eiland Sint Philipsland en het Volkerak. Naar aanleiding van deze slag is een polder in de gemeente Tholen naar hem vernoemd.
In juni 1632 was Hollaer betrokken bij de verovering van het fort Kruisschans bij Antwerpen en waarschijnlijk in juli van hetzelfde jaar het fort St. Anna in de polder van Namen. Tot 1636 bleef hij met zijn schip nabij het Saaftingergat.
Op 10 februari 1637 stierf Hollaer in Vlissingen. Hij werd daar begraven in de Sint-Jacobskerk.